# Joe Inoue
Joe Inoue (井上ジョー Inoue Jō?,  30 de agosto de 1985) es un cantante de rock japonés-americano y que forma parte de Sony Music Entertainment Japan, Ki/oon Records. Su sencillo, "Closer" fue utilizado en la cuarta apertura de Naruto: Shippuden. Aunque su carrera está arraigada en Japón, Joe Inoue nació y creció en  Los Ángeles, California. No fue después que se interesó en la música y que finalmente lo llevó a comenzar su carrera musical en 2007.

## Biografía
Inoue Joe nació en Los Ángeles, California. Sus padres son japoneses que decidieron vivir en Estados Unidos para desarrollar sus carreras.
Joe creció en un ambiente rodeado de música, y comenzó a escuchar la música seriamente en la secundaria. Escuchaba todo tipo de música, sin importar el género, y lo ha seguido haciendo. Esta particularidad le dio la flexibilidad para crear música.
A pesar de haber nacido en Los Ángeles, Joe nunca dejó su interés en aprender un japonés fluido. Lo logró principalmente con la lectura de mangas y los shows de TV japoneses, como él mismo dice.
Inoue comenzó gradualmente a grabar su propio material, en el que él mismo tocaba cada instrumento y agregaba la parte vocal.
Para el 2005, decidió enviar algunos de sus demos a Japón, y logró firmar contrato con Kioon Records. Lanza su primer álbum IN A WAY en 2007, y para julio de 2007 su primer sencillo, “HELLO!”. Con su segundo sencillo, “CLOSER”, se ha logrado posicionar gracias a ser parte de la banda sonora de Naruto Shippūden.